# マツダ病院

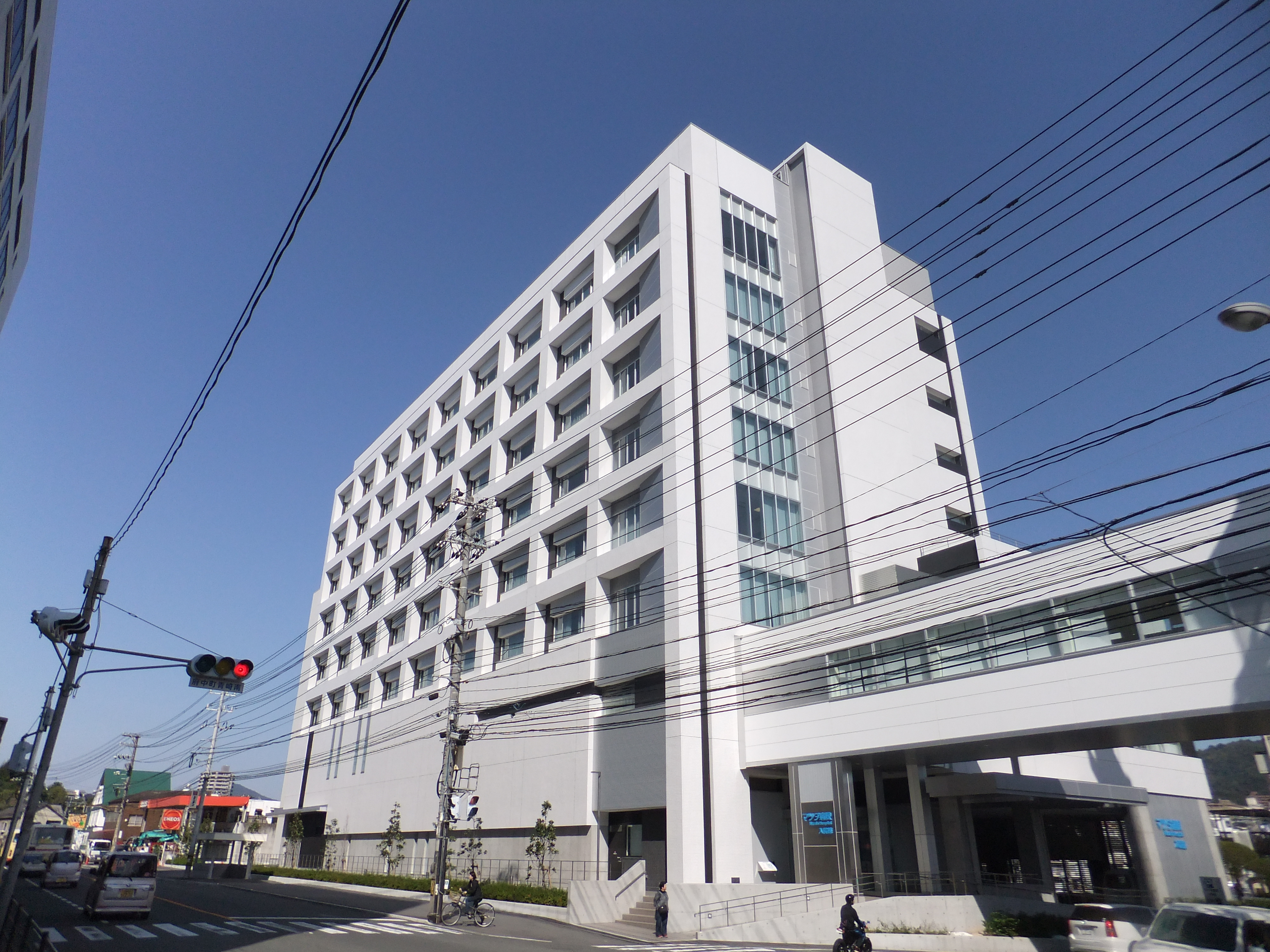
入院棟

マツダ病院（マツダびょういん）は、広島県安芸郡府中町青崎南にある医療機関。マツダ株式会社が運営する企業立病院である。

## 沿革
（この節の出典）
- 1938年（昭和13年）東洋工業（現：マツダ）敷地内に医務室を開設。
- 1941年（昭和16年）東洋工業付属医院に変更。
- 1950年（昭和25年）東洋工業付属病院に変更。
- 1961年（昭和36年）現在地に移転
- 1984年（昭和59年）本社社名変更に伴い「マツダ病院」に改名。
- 1985年（昭和60年）新館完成。
- 2012年（平成24年）新病棟（入院棟）完成。

## 診療科目
- 内科・糖尿病内科
- 循環器科
- 呼吸器科
- 精神科・心療内科
- 眼科
- 皮膚科
- 泌尿器科
- 歯科口腔外科
- 脳神経外科
- 小児科
- 整形外科
- リハビリテーション科
- 耳鼻咽喉科
- 麻酔科
- 形成外科
- 放射線科

など

## 交通アクセス
- 山陽本線・向洋駅下車徒歩1分
- 下記バス路線で「向洋駅前・マツダ本社前」下車徒歩1分
  - 広電バス熊野線・広島バス宇品線・芸陽バス阿戸線・三迫線・畑賀線・南幸線・西条広島線

## その他
本院の近隣には、マツダのキャッチコピーである「ZOOM-ZOOM -もっと乗りたくなる。-」を名称に冠した薬局の「zoom-zoom薬局」が所在する。